# Marsdenia ulei
Marsdenia ulei är en oleanderväxtart som beskrevs av Rudolf Schlechter och Rothe. Marsdenia ulei ingår i släktet Marsdenia och familjen oleanderväxter. Inga underarter finns listade i Catalogue of Life.